# Romantic FM
Romantic FM este un post de radio din România, lansat pe 4 ianuarie 1994 și deținut de trustul media Intact. Sloganul Romantic FM este: Muzică, nu zgomot. Este un post de radio concentrat preponderent pe muzica ușoară a anilor 60, 70 , 80, 90, muzica de dragoste, dar și pe muzica latino in ultima vreme. În ultimii ani, mai exact din anul 2002, Radio Romantic a renunțat la a mai prezenta știri, concentrându-se exclusiv pe muzică.
În București se poate recepționa pe 101,9 MHz, în Iași pe 98,6 MHz și în Bacău pe 98,0 MHz. La lansare, frecvența de emisie era 72 MHz, ulterior în anul 1995 adoptând frecvența 101.7 MHz. In anul 1997 a trecut la frecvența curentă, iar în anul 2006 își încetează definitiv emisia de pe 72 MHz (norma OIRT).
În anul 2008, Romantic FM a lansat 5 posturi de radio de internet: Extra, Twist, Fresh, Disco'Teck. Cel de-al cincilea, Xmas, emite exclusiv în perioada Sărbătorilor de Iarnă, omologul său pe timpul verii fiind Romantic Estival.

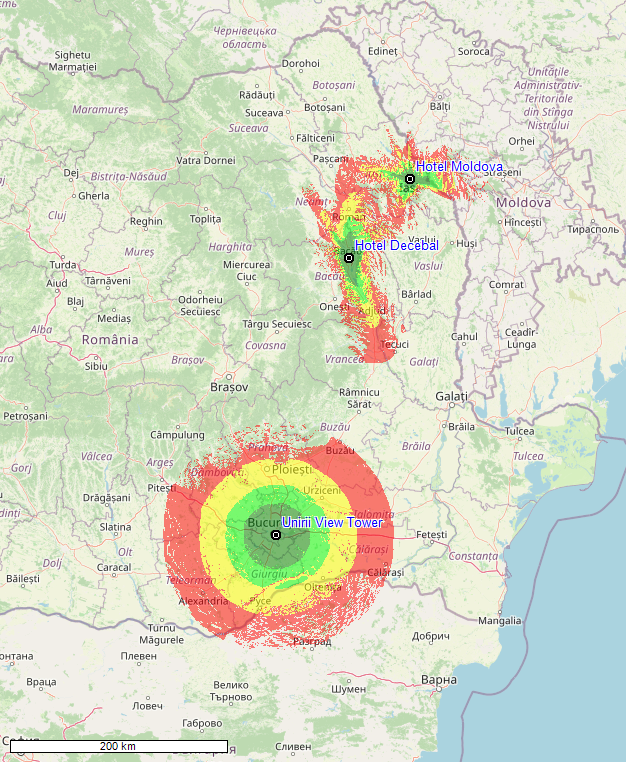
Acoperire aproximativă a semnalului Romantic FM.
Recepționat de orice receiver în zonă
Recepționat bine de un receiver slab al mașinii
Recepționat bine de un receiver puternic al mașinii / de un receiver slab al mașinii (dar cu probleme)
Recepționat de un receiver puternic al mașinii (dar cu probleme)

     Recepționat de orice receiver în zonă
     Recepționat bine de un receiver slab al mașinii
     Recepționat bine de un receiver puternic al mașinii / de un receiver slab al mașinii (dar cu probleme)
     Recepționat de un receiver puternic al mașinii (dar cu probleme)

## Frecvențe
| Oraș      | Frecvență |
| --------- | --------- |
| București | 101.9 FM  |
| Bacău     | 98.0 FM   |
| Iași      | 98.6 FM   |